# LZ 18 'L2'

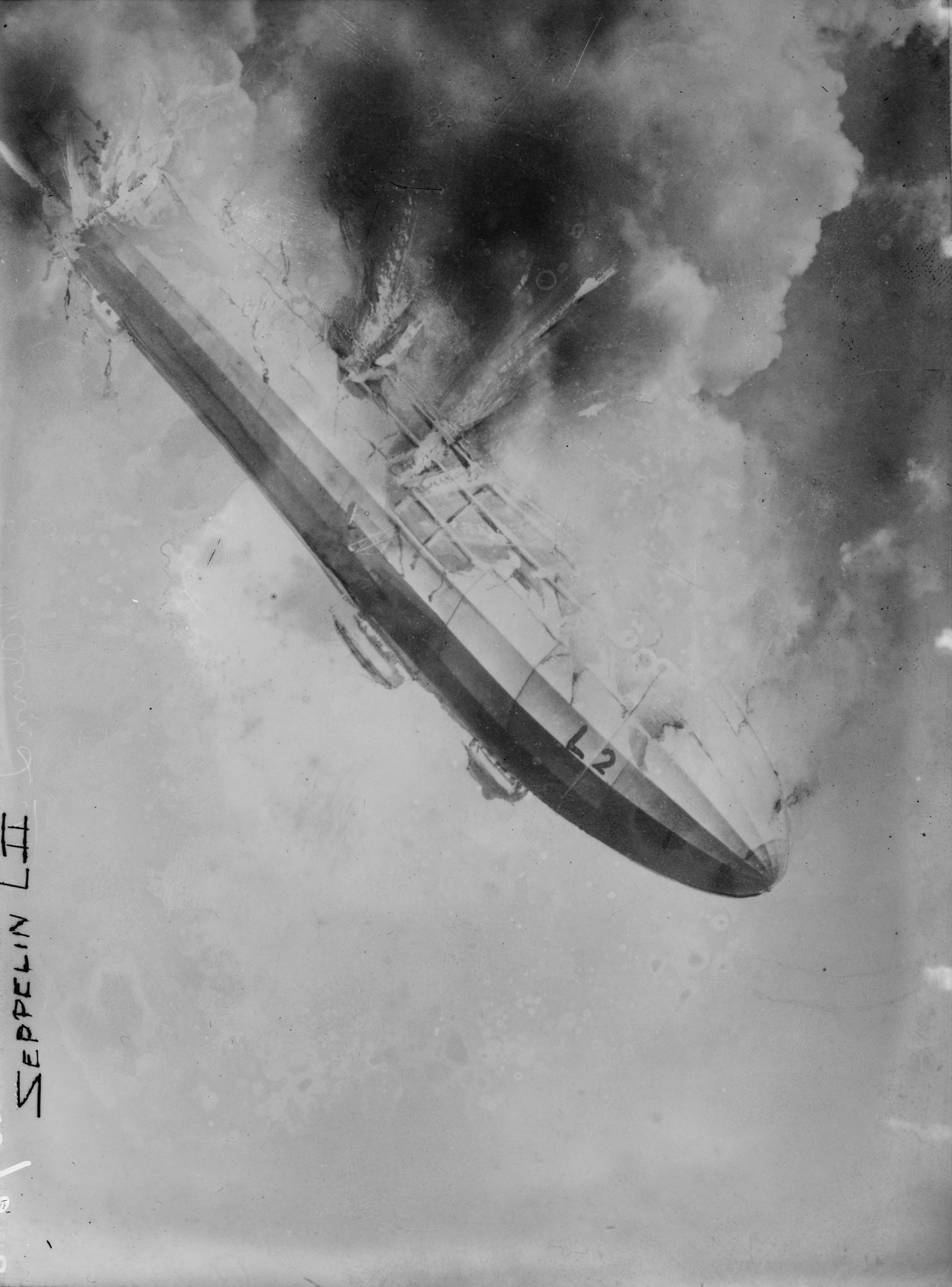
De L2 stort vlak bij de luchtbasis Johannisthal neer

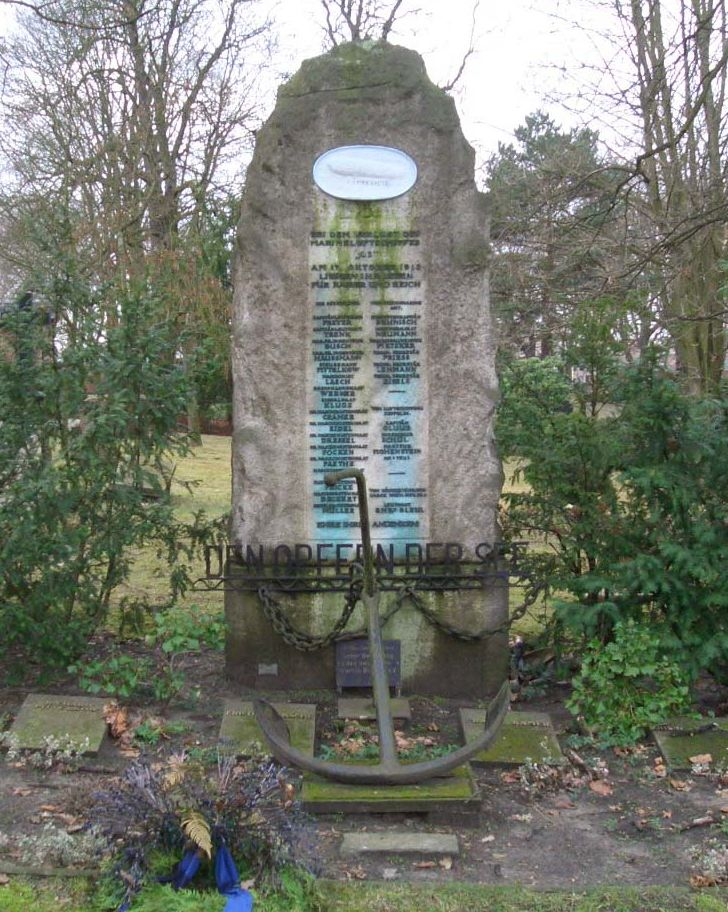
de:Friedhof Columbiadamm

De zeppelin LZ 18 (L2) werd afgeleverd aan de Duitse marine op 9 september 1913 en verging na een exploderende motor op 17 oktober 1913 tijdens een testvlucht; hierbij kwam de gehele bemanning om.

## De fatale vlucht
Op 17 oktober begon de vlucht die fataal zou worden voor de L2. Toen men de motoren wou starten, sloeg een van de achterste motoren niet aan en het duurde twee uur voordat het euvel was verholpen. Het gas was al warm geworden en de overdrukventielen gingen al open. Toen het schip eindelijk kon opstijgen sloeg er een grote steekvlam uit de voorste gondel die zich razendsnel over het schip verplaatste. Binnen enkele seconden stond het schip in brand want het was met het brandbare waterstof gevuld. Daarna sloeg het schip tegen de grond waarbij alle bemanningsleden omkwamen. Eén voordeel dat uit de ramp met de L2 gehaald kon worden was dat er nu weer verbeteringen konden worden aangebracht aan de L3.